# Catedral de San José (St. Joseph)
La catedral de San José o bien concatedral de San José  (en inglés: Co-Cathedral of St. Joseph) es una catedral católica en St. Joseph, Missouri, Estados Unidos. Junto con la Catedral de la Inmaculada Concepción en Kansas City, Misuri, es la sede de la Diócesis de Kansas City-St. Joseph. La Iglesia Catedral, la rectoría y el convento son todas propiedades que contribuyen al Distrito Histórico de la Colina de la Catedral en el Registro Nacional de Lugares Históricos de Estados Unidois. El edificio de la escuela y el auditorio no forman parte del complejo histórico del distrito.
Joseph Robidoux estableció el área que ahora es la ciudad de St. Joseph (San José)en 1826. El Rev. Pierre-Jean De Smet, SJ fue el primer sacerdote en visitar la zona en 1838. Se reunió con Robidoux y expresó su deseo de establecer una capilla en su asentamiento. La misa en el asentamiento fue impartida hasta ese momento por otro misionero jesuita el mismo año en una casa de troncos de Robidoux. Los jesuitas continuaron visitando el área entre 1838 y 1845. Robidoux se instaló en la ciudad de San José en 1843.
El Arzobispo Peter Richard Kenrick de St. Louis dedicó el templo, llamada iglesia de San José, el 17 de junio de 1847. La parroquia tenía 20 familias en ese entonces. El Padre Scanlan murió en 1860 y fue reemplazado por el Rev. John Hennessy que sirvió a la parroquia hasta que fue nombrado primer obispo de Dubuque en 1893.
El 3 de marzo de 1868 el Papa Pío IX estableció la Diócesis de San José. La Iglesia de San José se convirtió entonces en la nueva catedral de la diócesis.